# TVS 주피터
TVS 주피터(영어: TVS Jupiter)는 인도의 모터사이클 제조업체인 TVS 모터 컴퍼니가 2013년 9월에 출시한 바리오매틱 스쿠터이다. 이 스쿠터의 출시는 회사가 주로 남성 및 여성 소비자를 모두 대상으로 하는 시장 부문에 진출했음을 알렸다. 이 바리오매틱 스쿠터는 혼다 액티바의 경쟁 모델로 출시되었다.
이 스쿠터는 단기통, 4행정, 110 cc (6.7 cu in) 엔진으로 구동되며 7,500rpm에서 5.88 kW (7.88 bhp)의 동력을 제공한다. 이 스쿠터는 0에서 60 km/h까지 11.2초 만에 가속한다. 스쿠터에는 '에코노미터'가 있으며, 제조사에 따르면 연비는 49km/l이다.
2018년 7월, TVS 주피터는 250만 대 판매를 돌파하여 인도에서 두 번째로 많이 팔린 스쿠터가 되었다.
2021년 10월 7일, TVS는 TVS Ntorq, 혼다 액티바 125, 스즈키 액세스 125와 경쟁하기 위해 주피터 125cc 변형 모델을 출시했다. 이 모델은 완전히 새로운 124.8cc 엔진을 사용한다. 2024년에는 2세대 주피터가 인도에서 출시되었으며, 113cc 엔진을 사용한다.

## 수상
2014년, NDTV 카 & 바이크 어워즈는 TVS 주피터를 올해의 스쿠터로 선정했다. TVS 주피터는 또한 BBC 탑 기어 인도 및 바이크 인디아로부터 올해의 스쿠터 상을 수상하여 인도에서 가장 많은 상을 받은 스쿠터가 되었다.
또한 월드 브랜드 콩그레스의 제5회 CMO 아시아 어워즈에서 브랜딩 및 마케팅 우수상을 수상했다. TVS는 18개월 만에 50만 대의 스쿠터를 판매하여 인도 이륜차 산업에서 기록을 세웠다.

## 특별판
2015년, TVS 모터 컴퍼니는 TVS 주피터가 2014년 인도 올해의 스쿠터로 선정된 것을 기념하기 위해 'TVS 주피터 올해의 스쿠터 특별판'이라는 새로운 한정판 모델을 출시했다.

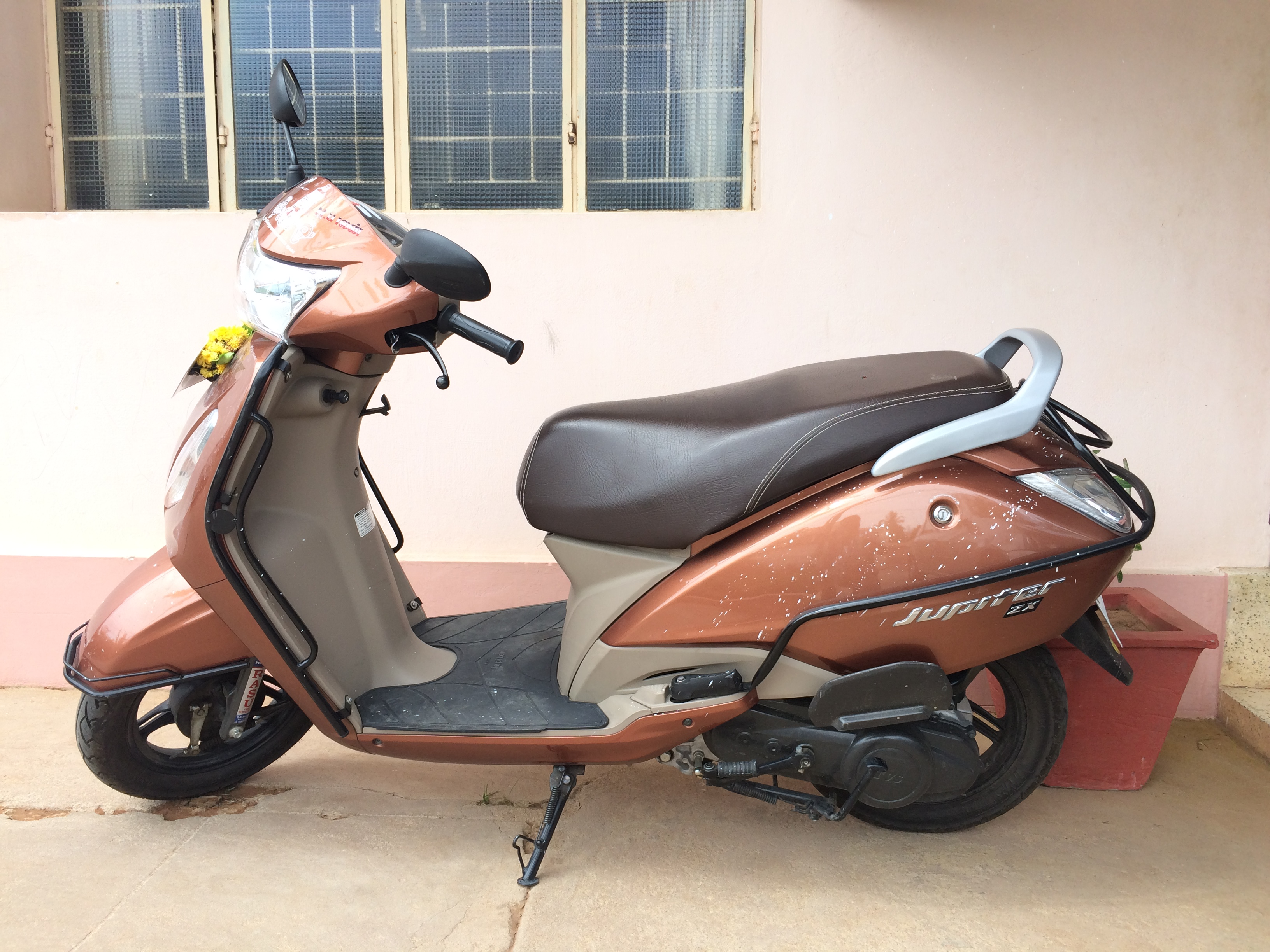
인도에 있는 TVS 주피터 스쿠터 2015년 모델

TVS는 TVS 주피터 ZX, TVS 주피터 클래식, 그리고 가장 최근에 출시된 TVS 주피터 그랜드와 같은 많은 모델을 성공적으로 출시했다.

## TVS 주피터 110 (2024)
TVS 주피터 110의 2024년 모델은 재설계된 외관과 새로운 디자인, 그리고 7.9bhp의 동력과 iGO 보조 기능을 통해 최대 9.8Nm의 토크를 생성하는 업데이트된 113.3cc 엔진으로 출시되었다. 2024년형 주피터 110의 주목할 만한 기능으로는 LED 조명, 디지털 콘솔, 블루투스 내비게이션 및 알림을 가능하게 하는 SmartXconnect 기술이 있다. 실용적인 요소로는 전면 연료 캡, USB 충전 포트, 확장된 30리터 시트 아래 수납 공간이 있다. TVS 주피터 125에서 개조된 업데이트된 섀시는 12인치 휠과 플로어보드 장착형 연료 탱크를 지원하여 안정성과 승차감을 향상시킨다.

## 같이 보기
- 혼다 액티바
- 혼다 디오
- TVS I-Qube
- 키네틱 E-루나
- 스즈키 액세스 125
- 피아지오 베스파